# Leo Lejeune
Leo Lejeune (* 30. Juli 1915 in Zürich; † 5. Januar 1985 in Muttenz) war ein Schweizer Rechtsanwalt und Politiker (SP).

## Leben
Lejeune absolvierte in Zürich ein Gymnasium sowie ein Studium der Rechtswissenschaften. Im Jahr 1943 erhielt er sein Anwaltspatent und 1944 zog er nach Muttenz um. Von 1944 bis 1959 war er in der Rechtsabteilung des Verbands Schweizerischer Konsumvereine Basel tätig. 
Das SP-Mitglied war von 1948 bis 1959 Baselbieter Kantonalpräsident und von 1948 bis 1954 Gemeinderat von Muttenz. Er sass von 1950 bis 1959 im Baselbieter Landrat, von 1955 bis 1959 im Nationalrat und von 1959 bis 1975 im Regierungsrat. Ihm unterstand die Erziehungs- und Militärdirektion. 
Da weiterführende Schulen nur in Basel vorhanden waren, setzte sich Lejeune als Regierungsrat für die Schaffung von Gymnasien (Liestal, Münchenstein, Muttenz und Oberwil), Berufswahlklassen, Progymnasien, Sonderschulen und von einem Lehrerseminar ein. Von 1960 bis 1969 sass er im Verfassungsrat beider Basel und befürwortete deren Wiedervereinigung. Zudem war er von 1953 bis 1960 Mitglied des evangelisch-reformierten Kirchenrats.